# Липки (Унечский район)
Липки — деревня в Унечском районе Брянской области России. Входит в состав Павловского сельского поселения.

## География
Деревня находится в центральной части Брянской области, в зоне хвойно-широколиственных лесов, на левом берегу реки Унечи, на расстоянии примерно 8 километров (по прямой) к северо-востоку от города Унечи, административного центра района. Абсолютная высота — 189 метров над уровнем моря.

### Климат
Климат характеризуется как умеренно континентальный, с тёплым летом и умеренно холодной зимой. Среднегодовая многолетняя температура воздуха составляет 5,6 °С. Абсолютный максимум температуры воздуха составляет 34 °C; абсолютный минимум — −29,8 °C. Продолжительность вегетационного периода — 170—200 дней. Среднегодовое количество атмосферных осадков составляет 547 мм, из которых большая часть выпадает в тёплый период.

### Часовой пояс
Деревня Липки, как и вся Брянская область, находится в часовой зоне МСК (московское время). Смещение применяемого времени относительно UTC составляет +3:00.

## Население
| 2010 | 2013 |
| ---- | ---- |
| 41   | ↘35  |

### Национальный состав
Согласно результатам переписи 2002 года, в национальной структуре населения русские составляли 78 % из 58 чел.